# Karaikove, Solone
Karaikove (în ucraineană Карайкове) este un sat în comuna Promin din raionul Solone, regiunea Dnipropetrovsk, Ucraina.

## Demografie
Componența lingvistică a localității Karaikove
     Ucraineană (94,44%)
     Rusă (5,56%)
Conform recensământului din 2001, majoritatea populației localității Karaikove era vorbitoare de ucraineană (94,44%), existând în minoritate și vorbitori de rusă (5,56%).